# Pedrógão Grande
Pedrógão Grande is een gemeente in het Portugese district Leiria.
De gemeente heeft een totale oppervlakte van 129 km² en telde 4398 inwoners in 2001.
In juni 2017 woedde in het gebied een grote bosbrand.

## Plaatsen in de gemeente
- Graça
- Pedrógão Grande
- Vila Facaia